# هلاکدر
هلاکدر رحم خدا، روستایی از توابع بخش پاپی شهرستان خرم‌آباد در استان لرستان ایران است.

## جمعیت
این روستا در دهستان کشور قرار دارد و براساس سرشماری مرکز آمار ایران در سال ۱۳۸۵، جمعیت آن ۲۵ نفر (۶خانوار) بوده‌است.